# Carole Péon
Carole Péon, née le 4 novembre 1978 à Nice, est une triathlète professionnelle française, championne de France de triathlon sur la distance olympique en 2006.

## Biographie

### Jeunesse
Carole Péon est née à Nice et a grandi à Saint Lunaire, près de Dinard, en Bretagne. Elle commence la pratique du sport par la natation à l'âge de 9 ans et poursuit jusqu'à ses 17 ans.
C'est en 1998 qu'elle découvre et s'essaie au triathlon, dans un championnat régional universitaire où elle finit dernière, après être pourtant sortie première de la partie natation. Elle poursuit en parallèle de cette nouvelle pratique sportive ses études et, après avoir obtenu un baccalauréat scientifique, elle continue des études universitaires en vue de devenir professeur de sport. Elle obtient ce diplôme en 2002.

### Carrière
En 2002, Carole Péon réussit dans quelques épreuves nationales en montant sur un podium du championnat de France et participe régulièrement à des compétitions sans résultats significatifs jusqu'en 2006. Année de réussite, 2006 la voit monter sur la première marche du championnat de France, prendre la deuxième place en Coupe d'Europe et la quatrième du championnat du monde.  
Membre de l'équipe de France et olympienne, elle participe à l'épreuve de triathlon aux Jeux olympiques d'été de 2008 à Pékin et se classe à la 34e place. Déçue par ce résultat, elle poursuit l'objectif de participer aussi aux Jeux de Londres quatre ans plus tard. Elle réussit à se qualifier de nouveau et dans une course qu'elle appréhende sereinement, au regard de ce qui est sa dernière participation à des Jeux olympiques, elle termine à la 29e place. 

### Reconversion
En 2013 et à 34 ans, elle met un terme à sa carrière professionnelle en participant à une dernière compétition de triathlon à l'Aiguillon-sur-Mer. Après douze années en catégorie élite et deux sélections aux Jeux olympiques, elle commence à professer au sein du projet de détection et d'accompagnement des jeunes triathlètes de la Fédération française de triathlon et se tourne vers la transmission de son expérience.

### Autres sports
Elle pratique également le cross-country. Elle devient championne de Bretagne à la fin des années 1990, et continue cette pratique pendant les périodes hivernales. Elle se classe 14e française (15e au scratch) au championnat de France de cross-country en 2009.
Elle participe à l'opération Les Étoiles du Sport et parraine le triathlète français Pierre Le Corre.

### Vie privée
En 2010, elle s'exprime dans un reportage du magazine spécialisé Triathlète qui traite de l'homosexualité dans le sport et notamment dans le triathlon. Elle évoque à cette occasion et avec simplicité sa vie commune depuis plusieurs années avec une autre triathlète, la championne de France Jessica Harrison qui, comme elle, a Stéphanie Deanaz-Gros comme entraîneuse. Cette même année, elle se classe seconde dans plusieurs compétitions de haut niveau.

## Palmarès
Le tableau présente les résultats les plus significatifs (podiums) obtenus sur le circuit national et international de triathlon depuis 2002.
| Année | Compétition                                        | Pays     | Position | Temps           |
| ----- | -------------------------------------------------- | -------- | -------- | --------------- |
| 2012  | Championnats du monde de triathlon en relais mixte | Suède    |          | 1 h 26 min 58 s |
| 2011  | Coupe du monde - l'étape de Guatapé                | Colombie |          | 1 h 4 min 11 s  |
| 2010  | Championnats du monde de triathlon en relais mixte | Suisse   |          | 1 h 14 min 11 s |
| 2010  | Championnat d'Europe                               | Irlande  |          | 1 h 58 min 9 s  |
| 2010  | Championnat de France                              | France   |          | 2 h 11 min 55 s |
| 2009  | Championnat de France                              | France   |          | 2 h 2 min 5 s   |
| 2008  | Coupe du monde - étape de Kitzbühel                | Autriche |          | 1 h 57 min 35 s |
| 2007  | Coupe du monde - étape de Cancún                   | Mexique  |          | 2 h 3 min 34 s  |
| 2006  | Championnat de France                              | France   |          | 2 h 7 min 28 s  |
| 2002  | Championnat de France                              | France   |          | Timing          |

| Année | Nombres | Étapes                                       |
| ----- | ------- | -------------------------------------------- |
| 2005  | 4       | Sables-d'Olonne, Dunkerque, La Baule, Embrun |
| 2004  | 1       | Marseille                                    |
| Total | 5       | 5 villes différentes                         |